# Glyceria maxima
Espèce
Statut de conservation UICN

 LC  : Préoccupation mineure
Glyceria maxima, la Glycérie aquatique ou grande glycérie, est une espèce de plantes monocotylédones de la famille des Poaceae (Graminées), sous-famille des Pooideae, originaire d'Eurasie, de l'Europe de l'Ouest à la Sibérie occidentale. L'espèce a été introduite en Amérique du Nord et en Australie.
C'est une plante aquatique herbacée, vivace, rhizomateuse, aux tiges dressées pouvant atteindre 2 mètres de long, aux inflorescences en panicules ouvertes qui pousse dans des milieux humides. C'est une plante fourragère appréciée pour ses qualités nutritives mais qui s'est avérée envahissante dans certaines régions, notamment au Canada, aux États-Unis, en Australie et en Nouvelle-Zélande. En Australie et Nouvelle-Zélande, la grande glycérie est susceptible d'accumuler de l'acide cyanhydrique en quantité suffisante pour provoquer l'empoisonnement au cyanure du bétail.  

## Description
Glyceria maxima est une plante herbacée, vivace, aquatique, aux rhizomes allongés, épais. Les tiges (chaumes) robustes, dressées, ont de 80 à 200 cm de long et jusqu'à 10 mm de diamètre. La plante produit de nombreuses pousses végétatives et un tapis de rhizomes rampants en été et en automne, qui contribuent à son expansion,.  
Les feuilles, glabres, vert vif, sont parfois teintées de rouge lorsqu'elles sont jeunes, surtout dans la gaine. 
La gaine est tubulaire sur une grande partie de sa longueur, principalement à nervation croisée. 
La ligule est une membrane non ciliée, de 3 à 6 mm de long, entière ou légèrement divisée. 
Le limbe foliaire est plat, brusquement pointu à l'apex, de 30 à 60 cm de long sur 7 à 20 mm de large, rugueux sur les bords et parfois sur la face inférieure (abaxiale), lisse sur la face supérieure (adaxiale),.

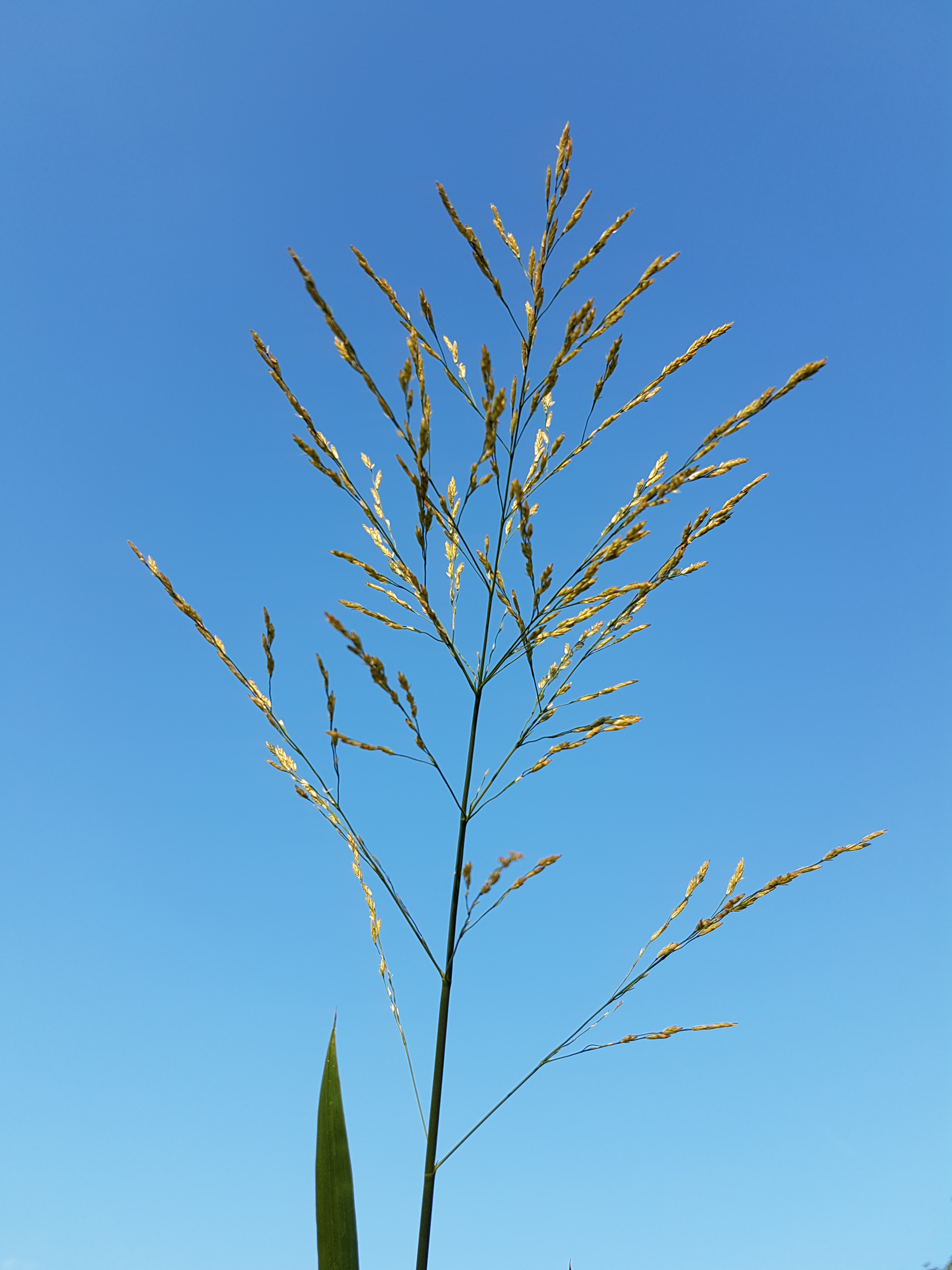
Panicule.

L'inflorescence est une panicule ouverte, lâche, devenant plus dense par la suite, de contour oblong ou ovale, de 15 à 45 cm de long, aux épillets nombreux. Les ramifications primaires de la panicule sont étalées,au nombre de 4 à 10 par nœud, ascendantes obliquement, relativement épaisses, scabres,. 
Les épillets, jaunes ou verts, teintés de violet, oblongs, comprimés latéralement, de 5 à 12 mm de long sur 2 à 3,5 mm de large, comprennent 4 à 10 fleurons fertiles, avec des fleurons atrophiés à l'apex. Les épillets fertiles sont pédicellés, avec un pédicelle de 1 à 10 mm de long. Il se désarticulent à maturité sous chaque fleur fertile.
Les glumes, similaires entre elles, persistantes, étroitement ovales, à 1 nervure, sont plus courtes que l'épillet. La glume inférieure, oblongue ou ovale, fait 2 à 3 mm de long sur 0,6 à 0,8 mm de large. La glume supérieure, oblongue ou ovale, à l'apex obtus ou aigu, fait 3 à 4 mm de long.
Les fleurons ont une lemme fertile, lancéolée ou ovale, à l'apex obtus, de 3 à 4 mm de long, membraneuse, à 7 nervures, et une paléole, à l'apex obtus, aussi longue que la lemme. 
Les lodicules, au nombre de 2, sont oblongs, charnus. Les étamines, au nombre de 3, portent des anthères de 1,5 à 2 mm de long.
Les fleurons apicaux, stériles, ressemblent à des fleurs fertiles mais sous-développées,.,.

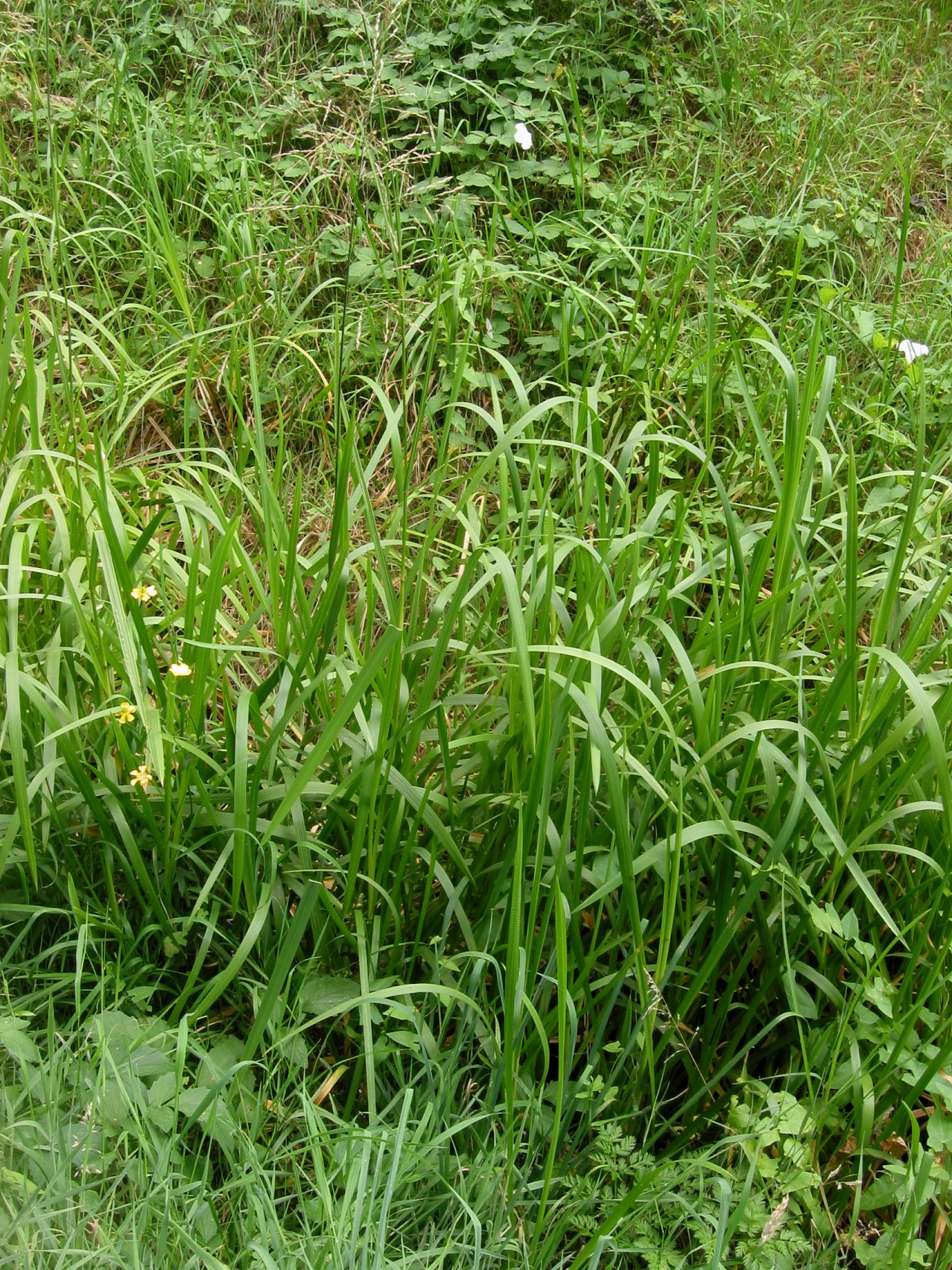
Port de la plante.
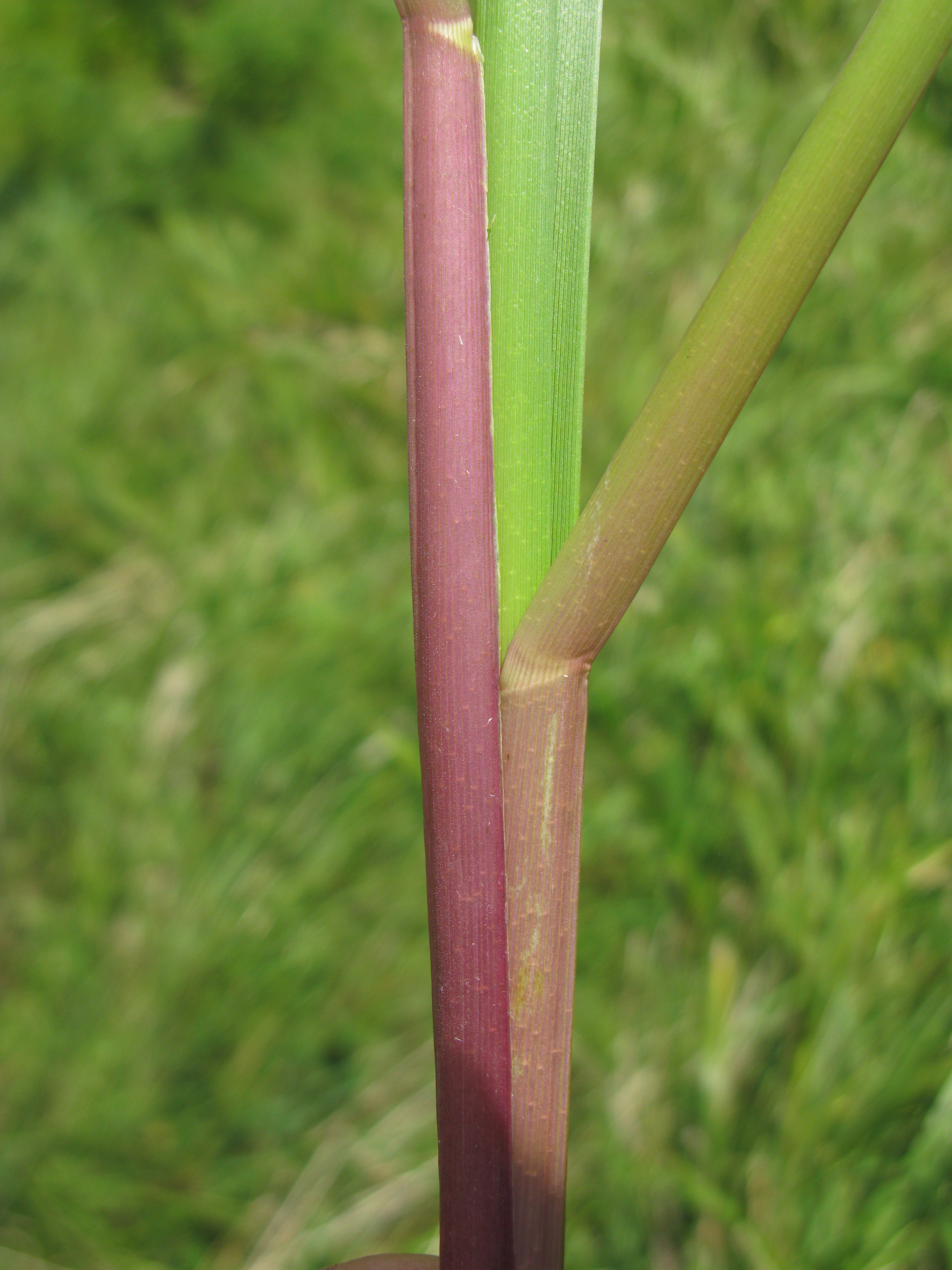
Gaine.
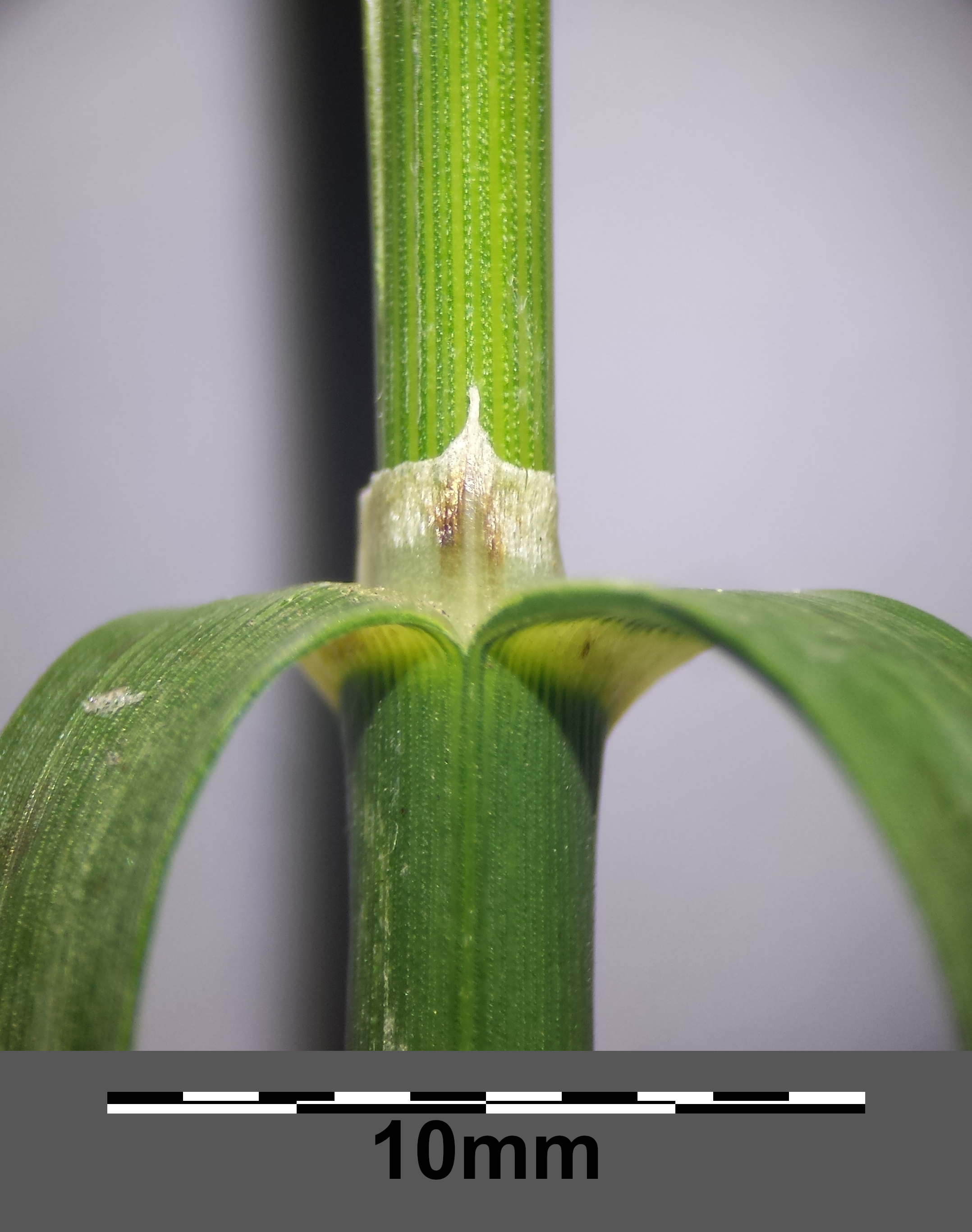
Ligule.
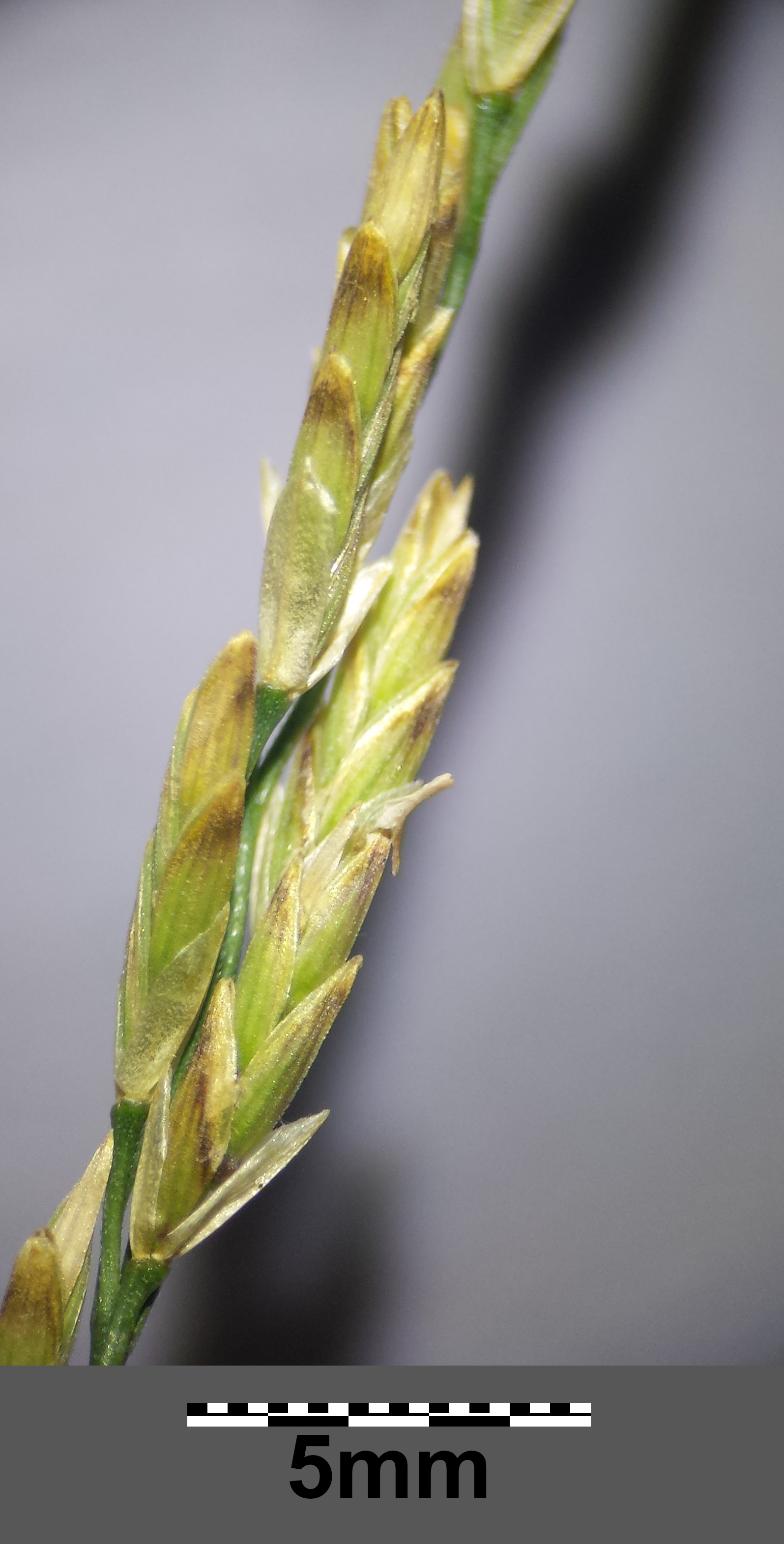
Épillets.

Le fruit est un caryopse de forme ellipsoïde, de 1,5 à 2 mm de long, au péricarpe adhérent. L'embryon a une longueur égale à 20 de celle du caryopse. Le hile linéaire est aussi long que le caryopse.

### Cytologie
Glyceria maxima est une espèce hexaploïde à 60 chromosomes (2n = 6x = 60).

## Distribution et habitat
L'aire de répartition originelle de Glyceria maxima couvre une grande partie de l'Eurasie, depuis l'Europe de l'Ouest (Îles Britanniques, France, Benelux, Scandinavie, etc.) jusqu'à la Sibérie occidentale (Russie), le Kazakhstan et le Xinjiang (Chine) vers l'Est.
L'espèce a été introduite en Amérique du Nord, Canada, Alaska (États-Unis) et en Australie.

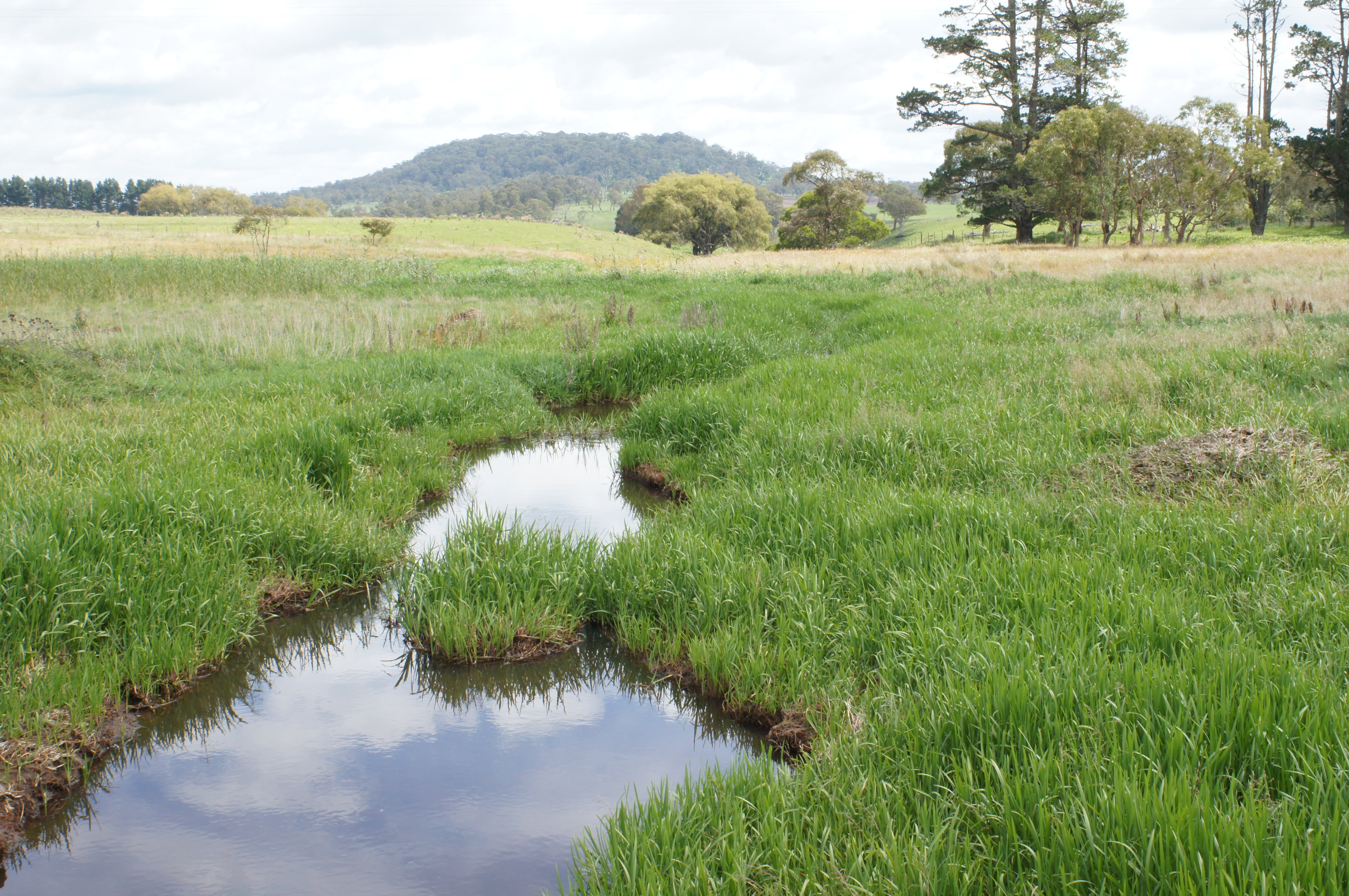
Peuplement de Glyceria maxima en Nouvelle-Galles du Sud (Australie).

Glyceria maxima pousse dans les zones humides ou occasionnellement inondées, le long des berges des cours d'eau  à faible débit, canaux d'irrigation, fossés de drainage, lacs et étangs, principalement dans les régions tempérées. Cette plante pousse bien dans l'eau jusqu'à 75 cm de profondeur et peut supporter des profondeurs allant jusqu'à 1,5 mètre. Dans les eaux plus profondes, elle forme souvent des nattes flottantes qui restent attachées aux berges des ruisseaux ou des étangs.
Dans son aire de répartition d'origine, Glyceria maxima pousse depuis les plaines jusqu'à des altitudes élevées dans les zones de montagne.

## Taxinomie

### Étymologie
- Le nom générique, Glyceria, dérive du grec ancien γλυκερός (glyceros),  « doux », en référence à la saveur des graines de Glyceria fluitans, consommées en grande quantité dans les pays slaves, sous forme de bouillie[6].
- L'épithète spécifique, maxima, est un adjectif latin, superlatif de magnus « grand », en référence à la taille de cette plante par rapport aux autres espèces du genre[7].

### Synonymes
Selon The Plant List (4 octobre 2020) : 
- Catabrosa hydrophila Link
- Exydra aquatica (L.) Endl.
- Festuca aquatica (L.) Mutel
- Glyceria altissima Garcke
- Glyceria aquatica Auct.[8]
- Glyceria maxima f. acuta (Peterm.) Soó
- Glyceria spectabilis Mert. & Koch[8]
- Glyceria spectabilis Mert. & W.D.J.Koch
- Heleochloa aquatica (L.) Drejer
- Hydrochloa aquatica (L.) Hartm.
- Hydropoa spectabilis (Mert. & W.D.J.Koch) Dumort.
- Melica aquatica (L.) Weber ex P.Beauv.
- Molinia maxima Hartm.
- Molinia maxima Hartman[8]
- Panicularia aquatica (L.) Kuntze
- Poa aquatica L.

### Sous-espèces et variétés
Selon Tropicos (4 octobre 2020) (Attention liste brute contenant possiblement des synonymes) :
- sous-espèces : 
  - Glyceria maxima subsp. arundinacea (Kunth) Hayek
  - Glyceria maxima subsp. grandis (S. Watson) Hultén
  - Glyceria maxima subsp. maxima
  - Glyceria maxima subsp. triflora (Korsh.) Hultén
- variétés : 
  - Glyceria maxima var. americana (Torr.) B. Boivin
  - Glyceria maxima var. grandis (S. Watson) Breitung